# Highest Hopes
Highest Hopes es el tercer álbum compilatorio de la banda finlandesa Nightwish. La compilación Tales from the Elvenpath fue considerada por los fanáticos como incompleta porque sólo contenía canciones de los álbumes Oceanborn, Over The Hills and Far Away, Wishmaster y Century Child, dejado a un lado el álbum Angels Fall First (el primer álbum de la banda) y el a la fecha recién lanzado Once. Sin embargo, la compilación Highest Hopes contiene canciones de todos los álbumes de Nightwish lanzados previamente, más una versión de la canción "High Hopes" de Pink Floyd.
La compilación fue lanzada en tres diferentes versiones: 
- Versión Estándar
- Versión Especial
- Versión Extendida

## Listado de canciones

### Versión Estándar
1. Wish I Had an Angel
2. Stargazers
3. The Kinslayer
4. Ever Dream
5. Elvenpath
6. Bless the Child
7. Nemo
8. Sleeping Sun (versión 2005)
9. Dead to the World
10. Over The Hills and Far Away
11. Deep Silent Complete
12. Sacrament of Wilderness
13. Walking in the Air
14. Wishmaster
15. Dead Boy's Poem
16. High Hopes (En vivo)

### Versión Especial

#### CD
1. Wish I Had an Angel
2. Stargazers
3. The Kinslayer
4. Ever Dream
5. Elvenpath
6. Bless the Child
7. Nemo
8. Sleeping Sun (versión 2005)
9. Dead to the World
10. Over the Hills and Far Away
11. Sacrament of Wilderness
12. Walking in the Air
13. Wishmaster
14. Dead Boy's Poem
15. The Phanton Of The Opera
16. High Hopes (En Vivo)

#### DVD
1. She Is My sin - En Vivo (Festival M'Era Luna)
2. Kinslayer - En Vivo (Festival M'Era Luna)
3. Dead to The World - En Vivo (M'Era Luna)

### Versión Extendida

#### CD 1
1. Wish I Had an Angel
2. Stargazers
3. The Kinslayer
4. Ever Dream
5. Elvenpath
6. Bless the Child
7. Nemo
8. Sleeping Sun
9. Dead to the World
10. Over the Hills and Far Away
11. Deep Silent Complete
12. Sacrament of Wilderness
13. Walking in the Air
14. Wishmaster
15. Dead Boy's Poem
16. High Hopes (En Vivo)

#### CD 2
1. The Wayfarer
2. Come Cover Me (En Vivo)
3. Dead Boy's Poem (En Vivo)
4. Once Upon a Troubadour
5. A Return to the Sea
6. Sleepwalker - Versión Heavy
7. Nightquest
8. Lagoon

#### DVD
1. She Is My Sin (En Vivo)
2. Dead to the World (En Vivo)
3. The Kinslayer (En Vivo)
4. Over the Hills and Far Away
5. Bless the Child
6. Sleeping Sun
7. Walking in the Air (En Vivo)
8. End of All Hope (En Vivo)
9. 10th Man Down (En Vivo)
10. Sleeping Sun (En Vivo)

- Datos: Q1137016